# Bruno Hollnagel
Bruno J. Hollnagel (* 13. Januar 1948 in Hamburg) ist ein deutscher Bau- und Wirtschaftsingenieur und Politiker (parteilos, bis Ende Juni 2021 Alternative für Deutschland, vorher auch STATT Partei). Von 2017 bis 2021 war er Mitglied des Deutschen Bundestages.

## Leben
Hollnagel besuchte von 1954 bis 1965 die Volks- und Mittelschule in Alt-Rahlstedt, die er mit der Mittleren Reife verließ. Im Anschluss machte Hollnagel eine Lehre zum Betonfacharbeiter. 1967 begann er ein Bauingenieursstudium in Lübeck. Von 1970 bis 1977 schloss sich ein Studium der Wirtschaftswissenschaften in Karlsruhe an, welches er als Diplom-Wirtschaftsingenieur abschloss. Im Studium engagierte Hollnagel sich im RCDS, um nach eigener Aussage die Linken im AStA zu bekämpfen.
Hollnagel hat 1977 geheiratet.
1985 wurde er mit einer Arbeit über Pulsfrequenzverläufe bei körperlicher Arbeit zum Doktor der Wirtschaftswissenschaften promoviert. Er gründete danach die „Dr. Hollnagel Finanzmanagement GmbH“.
Hollnagel war als Portfoliomanager und Wirtschaftsanalyst tätig und ist Autor mehrerer Bücher. Um die Jahrtausendwende war er Landesvorsitzender der Statt-Partei Schleswig-Holstein und trat als deren Spitzenkandidat zur Landtagswahl 2000 an.
Seit April 2016 war er zusammen mit Jörg Nobis gleichberechtigter Landessprecher der AfD Schleswig-Holstein; am 21. Mai 2017 trat er von seinem Amt als Landesvorsitzender zurück. Am 8. Juli 2017 wurde er auf dem Landesparteitag zu einem von zwei stellvertretenden Landesvorsitzenden gewählt. Hollnagel führte die AfD-Landesliste zur Bundestagswahl im September 2017 an und war von 2017 bis 2021 Mitglied der AfD-Fraktion im Bundestag. Ende Juni 2021 trat er aus Partei und Fraktion aus. Sein Bundestagsmandat gab er jedoch nicht zurück.

## Abgeordneter
Im 19. Deutschen Bundestag war Hollnagel ordentliches Mitglied im Finanzausschuss und stellvertretendes Mitglied im Ausschuss für Wirtschaft und Energie.

## Privates
Hollnagel ist verheiratet und hat drei Kinder.

## Werke
- Das Geheimnis der Börsenerfolge. München 2015.
- Die spinnen, die Deutschen! Wald-Michelbach 2015.
- Was wird aus unserem Geld. Wien 2013.
- Der Markt hat immer Recht. Wien 2009.
- Der Traum des Pharao. Wien 2009.
- Relativitätsökonomie. Weinheim 2009.
- Die Wahrheit über den Euro. Durach 2001.
- Tollhaus Börse. München 2001.
- Euro-Crash 2007. München 2000.
- Wirtschaft ist anders! Sternenfels 2000.
- Bestimmung und Normierung von Pulsfrequenzverläufen bei schwerer körperlicher Arbeit (Diss.). Karlsruhe 1985.